# 1984年ロサンゼルスオリンピックのバスケットボール競技
1984年ロサンゼルスオリンピックのバスケットボール競技（1984ねんロサンゼルスオリンピックのバスケットボールきょうぎ）は、1984年7月29日から8月10日までアメリカ合衆国のロサンゼルスで開催されたロサンゼルスオリンピックにおけるバスケットボール競技の詳細である。
開催国であるアメリカが初めて男女アベックで金メダルを獲得した（女子は初優勝。）。特に男子ではマイケル・ジョーダンを筆頭に、後のNBAでスーパースターとなる選手の活躍が光った。

## 男子

### 最終成績
| 順位 | 国・地域       |
| ---- | -------------- |
| 1位  | アメリカ合衆国 |
| 2位  | スペイン       |
| 3位  | ユーゴスラビア |
| 4位  | カナダ         |
| 5位  | イタリア       |
| 6位  | ウルグアイ     |
| 7位  | オーストラリア |
| 8位  | 西ドイツ       |
| 9位  | ブラジル       |
| 10位 | 中国           |
| 11位 | フランス       |
| 12位 | エジプト       |

## 女子

### 最終成績
| 順位 | 国・地域       |
| ---- | -------------- |
| 1位  | アメリカ合衆国 |
| 2位  | 韓国           |
| 3位  | 中国           |
| 4位  | カナダ         |
| 5位  | オーストラリア |
| 6位  | ユーゴスラビア |